# Minimalinvasiv tandvård
Minimalinvasiv tandvård är för patienten ett skonsammare och varsammare sätt att avlägsna karies. Det är en mer hälsoinriktad tandvård som har syftet att på lång sikt spara så mycket intakt tandsubstans som möjligt.
Vid borttagning av karies har materialval och attityder förändrats sedan något årtionde tillbaka. Under samma tid har man också blivit mindre beroende av borr. Det gör att det är lättare att spara så mycket frisk tandvävnad som möjligt. När mer av den friska tandvävnad sparas ökar fyllningens hållbarhet och vilket även minskar risken för komplikationer. Hur stor betydelse detta har är det många som diskuterar och på kort sikt är det inte lätt att se fördelarna. Men på långsikt talar mycket för att mängden kvarvarande tandvävnad påverkar behandlingsresultatet. Varje nytt ingrepp ökar därför komplikationsrisken . 
En tand som en gång blivit lagat utsetts inte sällan för en ny lagning, så kallad sekundärkaries och av de kariesbehandlingar som görs i Sverige varje år gäller 73 procent sekundärkaries. Statistik visar också att mer av tanden försvinner vid sekundärkaries och att andelen behandlingar med krona är mer än tio gånger vanligare.
Minimalinvasiv tandvård är för patienten ett skonsammare och varsammare sätt att avlägsna karies.